# Dąbrowa (powiat przasnyski)
Dąbrowa – wieś sołecka w Polsce, położona w województwie mazowieckim, w powiecie przasnyskim, w gminie Chorzele.
| SIMC    | Nazwa | Rodzaj    |
| ------- | ----- | --------- |
| 0507377 | Łazy  | część wsi |

W latach 1975–1998 wieś należała administracyjnie do województwa ostrołęckiego.